# Чихирин
Чихирин (на украински: Чигирин; на руски: Чигирин; на полски: Czehryń) е областен град в украинската Черкаска област на брега на река Тясмин, която се влива под града в Днепър, който е преграден, за да образува язовир Кременчук. В района под властта на града се намира и селището Чернече с около 200 жители до града.
Град Чихирин води началото си от укрепена казашка зимна станция, съществувала тук от първата половина на XVI век. През следващите десетилетия селището се развива в малък град, който получава градските права на Магдебург през 1592 г. През 1627 г. близо до града е построен Троицкият манастир, но е затворен и разрушен по време на съветската епоха.
Между 1648 и 1660 г. Чихирин придобива национално значение за кратко време, когато е нещо като седалище на правителството на украинската казашка държава начело с казашкия водач Богдан Хмелницки. Той имал свое имение близо до града в село Съботив. От 1648 г. Чихирин има собствена банда казаци, която през 1649 г. се състои от 19 сотници. През октомври 1653 г. най-големият син на Богдан Хмелницки, Тимофий Хмелницки, загинал по време на обсадата на Сучава, е погребан в Чихирин.
По това време са построени редица важни сгради, като правителствената сграда на Хмелницки (1659 – 57), кметство и църква на Христос Спасителя. Не всички от тях обаче са оцелели до днес. Сред пратениците, дошли в Чихирин по това време, е и посланик от бранденбургския курфюрст Фридрих-Вилхелм, който през 1657 г. търси Богдан Хмелницки, за да му предложи договор за приятелство. След смъртта на казашкия водач през 1657 г. градът бързо губи значението си. През 1669 г. седалището на правителството е преместено в Батурин, а през 1677 г. градът е разграбен от турски войски. През 1711 става казашкия полк се разпуска и територията се връща под полска юрисдикция. По-голямата част от казаците и жителите се преместват в близката полуавтономна казашка държава на левия бряг на Днепър.
С второто разделение на Полша Чихирин попада в Руската империя през 1793 г. и от 1797 г. е областен град в Киевска губерния. През 1843 и 1845 г. селото е посещава украинският писател Тарас Шевченко. Той написва няколко стихотворения за царуването на Хмелницки и мястото.
През 1897 г. в Чихирин живеят 9872 души, като украинците са най-голямата група от населението с 66,6%, следвани от евреи (29,6%) и руснаци (3,5%). След като Чихирин временно губи статута си на град през XX век, той е възстановен като град през 1954 г.
В близкия Суботив има музей и една от малкото оцелели селски църкви в този район, която е построена в украински бароков стил.

## Икономика и транспорт
Тъй като Чихирин не е свързан с железопътната мрежа, не може да се развие голяма индустрия. Фокусът е върху производството на храни, облекла и мебели. Градът се намира на регионален път Р-15, който свързва Черкаси с Кременчук.
През 80-те години е трябвало да бъде построена въглищна електроцентрала близо до Чихирин, но това е отменено и мястото е подготвено за атомна електроцентрала с мощност 4000 MW. След ядрената катастрофа в Чернобил протестите срещу атомната електроцентрала от страна на местните жители стават толкова големи, че проектът е изоставен през 1989 г., но Чихирин все още се смята за възможно място за нови атомни електроцентрали в Украйна.

## Галерия
- Герб на града с описание, 1852 г.
- Чигирин на карта от 1663 г.
- Отбранителна църква; гравюра от XIX век
- Изглед от Чигирин, 1902 г.
- Мемориална монета „Хетманска столица Чигирин“
- Монумент в чест Въстанието на Хмелницки
- Замъкова планина
- Казашки масов гроб с параклиса „Покров Богородичен“
- Възстановената резиденция на Богдан Хмелницки
- Църква „Петър и Павел“
- Бастион на благородническия род Дорошнко – част от Чигиринския замък
- Археологически музей
- Юбилейна монета на Националната банка на Укайна по случай 500-годишнина на град Чигирин.